# Pseudosaracenaria
Pseudosaracenaria es un género de foraminífero bentónico de la subfamilia Lenticulininae, de la familia Vaginulinidae, de la superfamilia Nodosarioidea, del suborden Lagenina y del orden Lagenida. Su especie tipo es Pseudosaracenaria truncata. Su rango cronoestratigráfico abarca el Valanginiense (Cretácico inferior).

## Clasificación
Pseudosaracenaria incluye a la siguiente especie:
- Pseudosaracenaria truncata †